# Schizolaena rosea
Schizolaena rosea är en tvåhjärtbladig växtart som beskrevs av Thou.. Schizolaena rosea ingår i släktet Schizolaena och familjen Sarcolaenaceae. Inga underarter finns listade i Catalogue of Life.